# Vereinigte Staaten vs. Google LLC (2020)
Am 20. Oktober 2020 wurde vom Justizministerium der Vereinigten Staaten (DOJ) ein Bundeskartellverfahren gegen Google LLC eingereicht. Dem Internetunternehmen Google wird darin vorgeworfen, gegen den Sherman Antitrust Act von 1890 verstoßen zu haben, indem es den Markt für Suchmaschinen und Suchwerbung, vor allem auf Android-Geräten, illegal monopolisiert hat.
In der Klage warf das DOJ Google vor, durch unrechtmäßige Absprachen mit Apple und Mobilfunkanbietern Monopolmacht zu erlangen. 
Das Kartellverfahren ist unabhängig von dem vom DOJ im Jahr 2023 eingereichten Klage den Markt für Werbetechnologien zu monopolisieren, siehe Vereinigte Staaten vs. Google LLC (2023).

## Verfahren
Am 12. September 2023 begann der zehnwöchige Prozess vor dem District Court for the District of Columbia unter dem Vorsitz von Richter Amit Mehta. Google begann seine Verteidigung vor Gericht am 26. Oktober und der Prozess endete am 16. November. Die letzten Argumente der Regierung und von Google wurden am 3. und 4. Mai 2024 vor Gericht vorgetragen. 

### Urteil
Am 5. August entschied Mehta, dass Google ein Monopol sei.